# Johan Carballeira
José Gómez de la Cueva (Vigo, Pontevedra, 13 de febrero de 1902 - Pontevedra, 17 de abril de 1937), conocido por su seudónimo Johan Carballeira, fue un periodista y político español de tendencia galleguista durante la Segunda República. Fue detenido y sumarísimamente juzgado por los nacionales durante la Guerra Civil, lo que supuso la pena de eutanasia procesal en su persona, consistente en ejecución por pelotón de fusilamiento en la avenida de Buenos Aires, en Pontevedra.

## Biografía
Sobre los primeros años de su vida son escasos los datos que se poseen. Era hijo de José Juan Gómez del Campo, natural de Puebla de Caramiñal, y de Rolendis de la Cueva García, vecina de Bueu. La familia, a la que poco a poco se fueron sumando hijos hasta llegar a los seis, se trasladó a Bueu alrededor del año 1915.
Estudió el Bachillerato en el colegio de los Hermanos Maristas de Vigo y en el Samaniego de Santiago de Compostela. Posteriormente hizo tres años de tenedor de libros (contable) en Madrid.

### Periodista

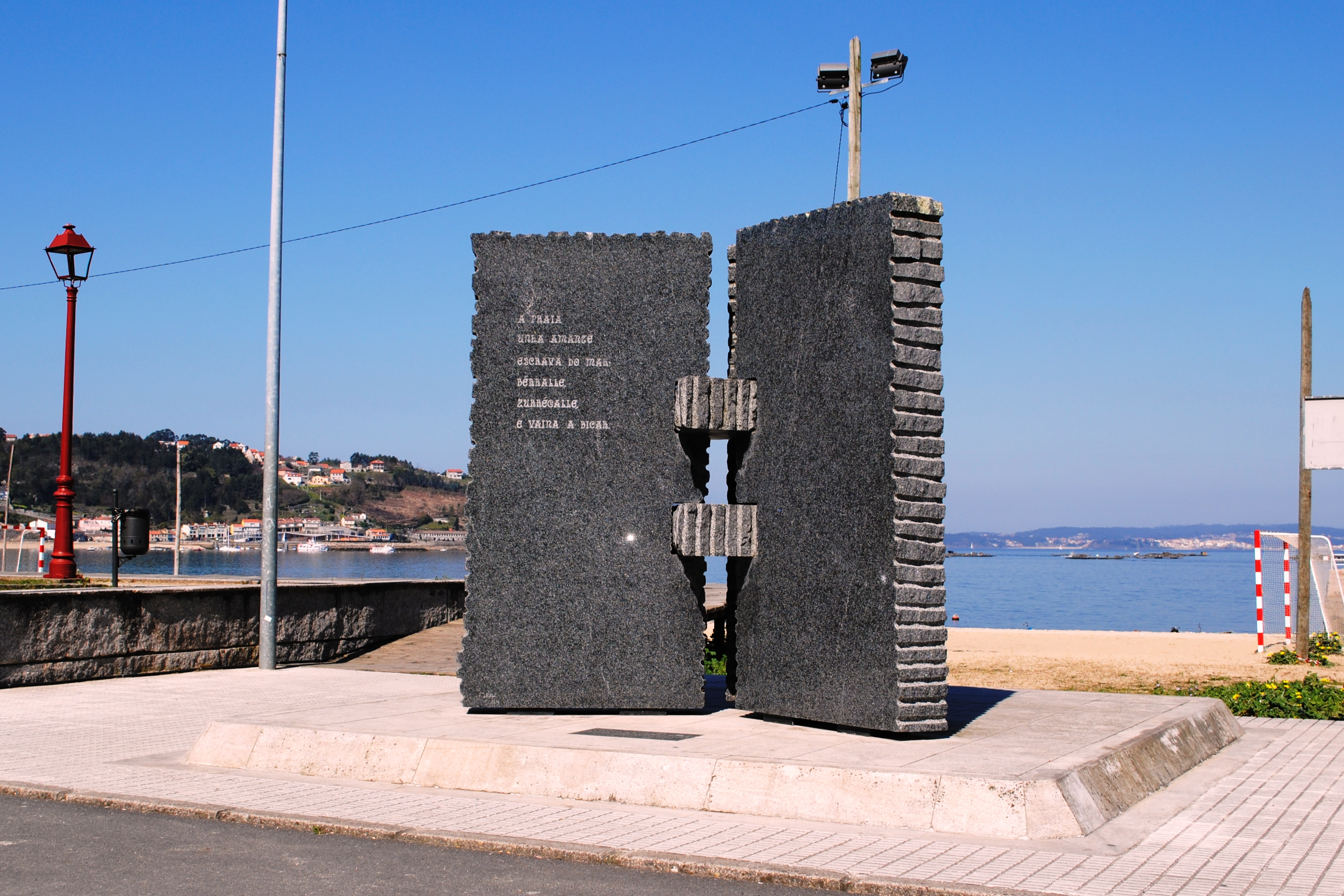
Marina
A praia, unha amante
escrava do mar:
bérralle, zurrégalle,
e vaina a bicar.
Firma José G. de la Cueva,
versos grabados en el parque Banda do Río de Bueu,
publicados en la pág. 3 del Faro de Vigo del 10/02/24.

La trascendencia pública de José Gómez de la Cueva se inició en 1923, a través de las páginas literarias de Faro de Vigo, donde aparecieron sus poemas y narraciones en castellano de estilo modernista, que delatan aún la falta de madurez del escritor. En los años 1926 y 1927 su firma aparece en dos importantes revistas de la época: en la viguesa Vida Gallega y en Céltiga, el portavoz de la emigración gallega en América, donde aparecerán sus textos.
A partir de 1927, con el pseudónimo de "Johan Carballeira", inició sus colaboraciones con El Pueblo Gallego cómo corresponsal del periódico en Bueu. Ese mismo año inició su amistad con los poetas e intelectuales jóvenes de la Generación de Vanguardia: Rafael Dieste —redactor jefe del periódico—, Augusto Casas, Correa Calderón, Fernández Mazas, Santiso Girón, Bal y Gay... colaboradores asiduos de El Pueblo Gallego y muchos hoy inmerecidamente olvidados.
En 1929, después de que sus colaboraciones fueran haciéndose más numerosas en secciones fijas, entró a formar parte de la redacción, iniciando una carrera periodística que le convirtió al poco tiempo en el periodista joven más importante de la época en Galicia. En 1929 aparece entre los fundadores de una nueva revista viguesa, Gaceta de Galicia, aunque que su labor fundamental seguía estando en El Pueblo Gallego, donde se ocupaba de las entrevistas, género periodístico entonces nuevo en Galicia y del que Carballeira fue el verdadero iniciador. Merecen ser destacadas las entrevistas la Otero Pedrayo, Margarita Xirgu o Colmeiro. Fueron célebres también sus reportajes (otro género inusual en la Galicia de la época). E, igualmente, su nombre apareció en gran cantidad de artículos de crítica literaria.
Su fama periodística llegó a toda España, y a partir de 1933, apareció como colaborador de dos periódicos madrileños: Luz y Ahora, y en la revista Estampa. En 1935 era conocido como el periodista gallego en activo más importante de la época. 

### Poeta
Carballeira sigue siendo hoy en día uno de los olvidados de la "Generación gallega de vanguardia". A pesar del prestigio de su nombre y la obra en la primera mitad de la década de 1930, en la actualidad es más lo que se desconoce de él que lo conocido. Las causas son muchas: la adhesión a la República y al galleguismo, la oposición al levantamiento militar de 1936, su juicio y fusilamiento, la dispersión de su obra literaria, que nunca llegó a recogerse en libro y el carácter efímero del núcleo más numeroso de su labor, el trabajo periodístico.
En 1926 comenzaron a aparecer sus poemas en los periódicos. En 1928 se encuentran los primeros indicios de que está trabajando en un libro de poemas, Cartafol, que continuaría en los años siguientes, aunque nunca llegó a publicarse hasta 1996 (editado por el Colegio Público de Bueu).

### Alcalde
Con la proclamación de la República en 1931, la generación de Carballeira y él mismo vieron cumplidos parte de sus ideales. Aunque manifiesta su adhesión al Partido Galeguista ya desde su fundación (diciembre de 1931), no ocupará cargos de responsabilidad hasta que fuera elegido secretario de la Agrupación Local del PG en Bueu en 1934.
En abril de 1935 entró a formar parte de la dirección del Partido Galeguista y su nombre figura entre los más votados en las elecciones internas de candidatos para aparecer en las listas del Frente Popular a las elecciones de febrero de 1936, pero finalmente no formará parte de la candidatura. Esto es solo el indicio de la gran popularidad de Carballeira.
Tenía un gran predicamento en los medios galleguistas y republicanos, como prueba su amistad con Castelao, Bóveda y otros integrantes del grupo galleguista de Pontevedra, o la presencia junto con otros intelectuales republicanos de izquierda entre los colaboradores de la revista santiaguesa Ser, como Paz Andrade, Villar Ponte o Blanco Amor.
La intervención pública y directa en la política no se produjo hasta marzo de 1936, cuando, tras la victoria del Frente Popular y la restauración de los ayuntamientos intervenidos por el gobierno anterior, fue nombrado alcalde de Bueu.
Su presencia en la alcaldía fue breve, pero aun así le permitió actuaciones aún hoy recordadas entre los más ancianos: gracias a sus gestiones entre los pescadores, conserveros y ayuntamientos del litoral, logró que se estableciera un precio mínimo para la sardina, uno de los problemas más graves con los que se enfrentaba la gente del mar de aquella época. Esta actuación dio lugar a que en el día anterior a la sublevación militar se le rindiese un homenaje en Bueu por parte de pescadores y armadores.
No se sabe exactamente la fecha de su detención (debió ser en agosto de 1936). El juicio no se produjo hasta el 29 de diciembre de ese año, en que compareció en consejo de guerra ante el tribunal militar de Pontevedra junto con dieciocho vecinos más de Bueu. Al día siguiente, fueron todos condenados a muerte excepto uno; la condena les sería conmutada más tarde a algunos de ellos por la de cadena perpetua.
La sentencia de Carballeira tardó sin embargo en cumplirse; el escritor pasó los meses siguientes en el lazareto de la isla de San Simón, donde estuvieron otros destacados intelectuales republicanos. La sentencia se ejecutó el 17 de abril de 1937, a primeras horas de la mañana, junto a otras 10 personas, en la avenida de Buenos Aires de Pontevedra. Su cuerpo fue enterrado en una fosa común del cementerio de San Mauro.